# Hironova družina kometov
Hironova družina kometov ali Hironov tip kometa je skupina kometov, ki imajo naslednje lastnosti (po definiciji Lewisona in Duncana) :
- velika polos tirnice je večja od Jupitrove velike polosi tirnice (a > aJ)
- imajo Tisserandov parameter TJ > 3.

Včasih družino imenujejo tudi kometni kentavri.

## Primeri
- 39P/Oterma
- 165P/LINEAR
- 166P/NEAT
- 167P/CINEOS
- P/2005 S2
- P/2005 T3

in drugi